# キキョウインコ
キキョウインコ (学名：Neophema pulchella) は、オウム目オウム科に属する鳥類の一種。

## 分布
オーストラリア東南部。固有種。

## 形態
20～22センチの中型のインコ。頭部、肩線は青、胸部は緑、腹部は黄色である。飼育下では大変多くの色彩変異が作出されている。